# 自画像 (ルーベンス、ウィーン)
『自画像』（じがぞう、独: Selbstbildnis、英: Self-Portrait）は、フランドルのバロック期の巨匠ピーテル・パウル・ルーベンスが1638-1639年にキャンバス上に油彩で制作した絵画である。画家の数多くはない自画像のうちの1点で、62歳頃の彼の姿を描いている。画面左側の円柱の上に「P. P. RUBINS」と画家の名前が記されている。作品は1691年にフアン・ガスパール・エンリケス・アロンソ・デ・カブレラ (Juan Gaspar Enríquez Alonso de Cabrera) のコレクションにあったが、1720年にはウィーンの皇室コレクション中に確認されており、現在、ウィーンの美術史美術館に所蔵されている。

## 作品
ルーベンスは、晩年において宮廷人および外交官としての義務を大幅に免除されて、アントウェルペン市内の彼の邸館、また彼が購入したエレウェイトのステーンの城館において、王侯的な画家、1人の貴人としての生活を送ることができた。彼は宮廷生活とは距離を置きながら、自分を宮廷人の階級に所属する者 (彼はマドリードで騎士の勲位を授けられたが、その前例としてティツィアーノが挙げられる) として描くことを許され、またそれを望んだ。
ルーベンスの自画像は、自己省察の機会としてでも表情の研究としてでもなく、何らかの外的要因によって、あるいは何らかの記念の意味で制作された。また、常に紳士として威儀を正して描かれている。本作は画家の態度、服装、雰囲気において公式な肖像画となっている。ルーベンスは、マントによって覆われた左肩越しに鑑賞者のほうに視線を向けている。左手は剣の上に載せて身体を支え、鍔の広い帽子を被っている。本作は、ルーベンスが胸像の形式ではなく膝上上半身像の形式で描いた唯一の自画像である。画家は、これに宮廷様式の肖像画の諸属性である剣、手袋、柱を取り合わせている。上体の向きに変化を生じさせながら、同時に鑑賞者とは距離を置こうとするこの肖像画の形式は、元来はティツィアーノに起源を持ち、ルーベンスの弟子アンソニー・ヴァン・ダイクのイギリスでの制作活動において、最高度の優雅さと洞察の深さを獲得するに至った。
本作は、一般的な宮廷肖像画よりも顔の細部に注意が向けられている。ルーベンスの肖像画が個人よりも類型の表現であることはしばしば指摘されるが、本作には類型ではなく紛れもない個人が認められる。ルーベンスの老齢から来る疲労感や、彼を頻繁に襲った重い痛風の苦痛感がこの肖像に見て取れるようである。
なお、パリのルーヴル美術館のデッサン室には、特に身体の姿勢と衣の襞の配列を前もって研究した、この肖像画のチョークによる準備素描が所蔵されている。